# Liste de films d'horreur avec des créatures aquatiques

## Calamars,pieuvresetkrakens
- 1916 : Vingt Mille Lieues sous les mers, de Stuart Paton ( États-Unis)
- 1954 : Vingt Mille Lieues sous les mers, de Richard Fleischer ( États-Unis)
- 1955 : Le Monstre vient de la mer (It came from beneath the sea), de Robert Gordon ( États-Unis)
- 1966 : La Guerre des monstres (film), d'Ishirō Honda ( Japon)
- 1971 : Octaman de Harry Essex ( Mexique)
- 1977 : Tentacules, d'Ovidio G. Assonitis  ( Italie)
- 1996 : La Bête (mini-série) de Jeff Bleckner ( États-Unis)
- 1998 : Un cri dans l'océan de Stephen Sommers ( États-Unis)
- 2006 : Pirates des Caraïbes : Le Secret du coffre maudit de Gore Verbinski ( États-Unis)
- 2007 : L'Œil de la Bête (film) de Jack Perez (en) ( Canada)
- 2009 : Mega Shark vs. Giant Octopus de Jack Perez (en) ( États-Unis)
- 2010 : Le Choc des titans (Clash of the Titans) de Louis Leterrier ( États-Unis)

## Crocodiliens
- 1999 :  Lake Placid de Steve Miner
- 2007 :  Lake Placid 2 de Andrew Traucki et David Nerlich
- 2007 :  Black Water de David Flores
- 2007 :   Rogue  de Greg McLean
- 2010 :  Lake Placid 3 de G. E.Furst
- 2012 :  Lake Placid: Final Chapter de Don Michael Paul
- 2019 : Terreur dans la tempête (Crawl), de Alexandre Aja ( États-Unis)

## Homards
- 1989 : L'Homme homard venu de Mars (Lobster Man from Mars) de Stanley Sheff ( États-Unis)

## Orques
- 1977 : Orca, de Michael Anderson ( États-Unis)

## Piranhas
- 1978 : Piranhas (Piranha), de Joe Dante ( États-Unis)
- 1979 : L'Invasion des piranhas (Killer Fish - L'agguato sul fondo ), de Antonio Margheriti ( Italie)
- 1981 : Piranha 2 : les Tueurs volants, de James Cameron ( États-Unis -  Italie)
- 1995 : Piranha de Scott P. Levy ( États-Unis)
- 2010 : Piranha 3-D d'Alexandre Aja ( États-Unis)
- 2012 : Piranha 2 3D, de Clu Gulager ( États-Unis)

## Channidaes
- 2004 : Frankenfish de Mark A.Z. Dippé ( États-Unis)

## Requins
- 1950 : Killer Shark, de Oscar Boetticher ( États-Unis)
- 1956 : Opération requins (en) (The Sharkfighters), de Jerry Hopper ( États-Unis)
- 1969 : Caine (film), de Samuel Fuller ( États-Unis -  Mexique)
- 1975 : Les Dents de la mer (Jaws), de Steven Spielberg ( États-Unis)
- 1976 : Les Mâchoires infernales (Mako: The Jaws of Death), de William Grefe ( États-Unis)
- 1976 : Grand Blanc de Lee Roy Burdeck ( France)
- 1976 : Terreur sous la mer (Evil in the Deep), de Virginia L. Stone ( États-Unis)
- 1977 : Les Dents d'acier (¡Tintorera!), de René Cardona Jr. ( Royaume-Uni -  Mexique)
- 1978 : Les Dents de la mer : 2e partie (Jaws 2), de Jeannot Szwarc ( États-Unis)
- 1978 : Bermudes : Triangle de l'enfer (Bermude : la fossa maledetta), de Tonino Ricci ( Mexique -  Italie -  Espagne)
- 1978 : Cyclone, de René Cardona Jr. ( États-Unis -  Mexique -  Italie)
- 1979 : Les Chasseurs de monstres (Il Cacciatore di squali), de Enzo G. Castellari ( Mexique -  Italie -  Espagne)
- 1981 : La Mort au large (L'Ultimo squalo), de Enzo G. Castellari ( Italie) Remake de Les Dents de la mer et de Les Dents de la mer 2
- 1983 : Les Dents de la mer 3 (Jaws 3-D), de Joe Alves ( États-Unis)
- 1984 : Apocalypse dans l'océan rouge (Shark rosso nell'oceano), de Lamberto Bava (Genre de requin-pieuvre -  France -  Italie)
- 1987 : Les Dents de la mer 4 : La Revanche (Jaws: The Revenge), de Joseph Sargent ( États-Unis)
- 1987 : La Nuit des requins (La notte degli squali), de Tonino Ricci ( Mexique -  Italie -  Espagne)
- 1989 : Sangue negli abissi, de Joe D'Amato ( Italie)
- 1996 : Aatank, de Prem Lalwani ( Inde)
- 1999 : Peur bleue (Deep Blue Sea), de Renny Harlin ( États-Unis)
- 2000 : Shark, de Zac Reeder ( États-Unis - vidéo)
- 2001 : L'Attaque des requins tueurs (Shark Attack 2), de David Worth ( États-Unis -  Afrique du Sud - vidéo)
- 2001 : Shark Hunter, de Matt Codd (Mégalodon -  États-Unis)
- 2002 : Shark Attack 3 (Shark Attack 3: Megalodon), de David Worth (Mégalodon -  États-Unis -  Afrique du Sud -  Israël - vidéo)
- 2003 : Dark Waters, de Phillip J. Roth ( États-Unis - vidéo)
- 2003 : Shark Zone, de Danny Lerner ( États-Unis -  Bulgarie - vidéo)
- 2004 : Terreur sous la mer (Blue Demon), de Daniel Grodnik ( États-Unis - vidéo)
- 2004 : Megalodon, de Pat Corbitt (Mégalodon -  États-Unis - vidéo)
- 2005 : Requins tueurs (Raging Sharks), de Danny Lerner ( États-Unis -  Bulgarie - vidéo)
- 2005 : Open Water : En eaux profondes (Open Water), de Chris Kentis ( États-Unis)
- 2008 : Shark in Venice, de Danny Lerner ( États-Unis)
- 2009 : Malibu Shark Attack, de David Lister ( Australie)
- 2009 : The Reef, de Andrew Traucki ( Australie)
- 2011 : Shark Night 3D, de David R. Ellis ( États-Unis)
- 2011 : Swamp Shark, de Griff Furst (  États-Unis)
- 2012 : Bait, de Kimble Rendall ( Australie -  Singapour)
- 2012 : Jurassic Shark : Terreur des mers, de Brett Kelly ( Canada)
- 2012 : Sharks, Silencieux et mortels (2-Headed Shark Attack) de Christopher Ray  (  États-Unis)
- 2014 : Avalanche Sharks : les dents de la neige, de Scott Wheeler (  États-Unis)
- 2016 : Atomic Shark, de A.B. Stone (  États-Unis)
- 2016 : Instinct de survie (The Shallows), de Jaume Collet-Serra ( États-Unis)
- 2017 : Open Water 3, les abîmes de la terreur, de Gerald Rascionato ( Australie)
- 2018 : En eaux troubles ou Megalodon (The Meg), de Jon Turteltaub (  États-Unis)
- 2023 : En eaux très troubles ou Meg 2, de Ben Wheatley

## Autres
- 1954 : L’étrange Créature du lac noir (Creature from the Black Lagoon) de Jack Arnold ( États-Unis)
- 1961 : La Créature de la mer hantée (Creature from the Haunted Sea), de Roger Corman ( États-Unis)
- 1979 : Up from the Depths, de Charles B. Griffith ( États-Unis -  Philippines) (remake de La Créature de la mer hantée (Creature from the Haunted Sea))
- 1987 : Demon of Paradise, de Cirio H. Santiago ( États-Unis -  Philippines) (remake de La Créature de la mer hantée (Creature from the Haunted Sea))